# Polyeidos de Thessalie
Pour les articles homonymes, voir Polyeidos.
Polyeidos (grec: Πολύειδος ο Θεσσαλός) est un ingénieur militaire du IVe siècle av. J.-C. originaire de Thessalie.
Maître de Charias et Diadès et auteur d'un traité sur les machines de guerre, il a œuvré à Byzance, Rhodes et Mégalopolis. Il a inventé entre autres le tracé des murailles en dents de scie, l'hélépole et la tortue bélier.

## Sources littéraires
- Vitruve, VII, preaf. 14, X, 13, 3 ; 6.
- Philon de Byzance, Mech. Synt., V, A44.